# 天下第一丑

《天下第一丑》是沈好放执导的电视剧，2001年出品，共30集，该作品主要讲述的是清朝末年，京剧丑角名家劉趕山的故事。

## 剧情简介
清末时期，劉保山虽说多次中状元，但是实际上他却因为看不上皇宫中的勾心斗角，所以他没有做官，而是成为了一个京剧演员，并且之后凭借着自己的聪明才智解决了很多问题，以及靠着自己的努力成为了名貫京城、譽滿全國的“天下第一醜”。

## 演员表
- 夏雨 飾 劉趕三
- 朱媛媛 飾 秀姑
- 胡可 飾 五格格
- 梁冠華 飾 路登高
- 馬羚 飾 慈禧
- 修宗迪 飾 奕訢
- 李浩天 飾 程長庚
- 于謙 飾 趙四
- 李明臣 飾 朱麻子
- 劉錚 飾 夢雲

## 获奖记录
- 2003年榮獲中國電視劇“金鷹”獎。

## 相關連結
- 豆瓣电影上《天下第一丑》的資料 （简体中文）